# Barbacenia nanuzae
Barbacenia nanuzae är en enhjärtbladig växtart som beskrevs av Lyman Bradford Smith och Edward Solomon Ayensu. Barbacenia nanuzae ingår i släktet Barbacenia och familjen Velloziaceae. Inga underarter finns listade.